# ジムグリ
ジムグリ（地潜、Euprepiophis conspicillatus）は、有鱗目ナミヘビ科ジムグリ属に分類されるヘビ。

## 分布
日本（北海道、本州、四国、九州、屋久島など）固有種

## 形態

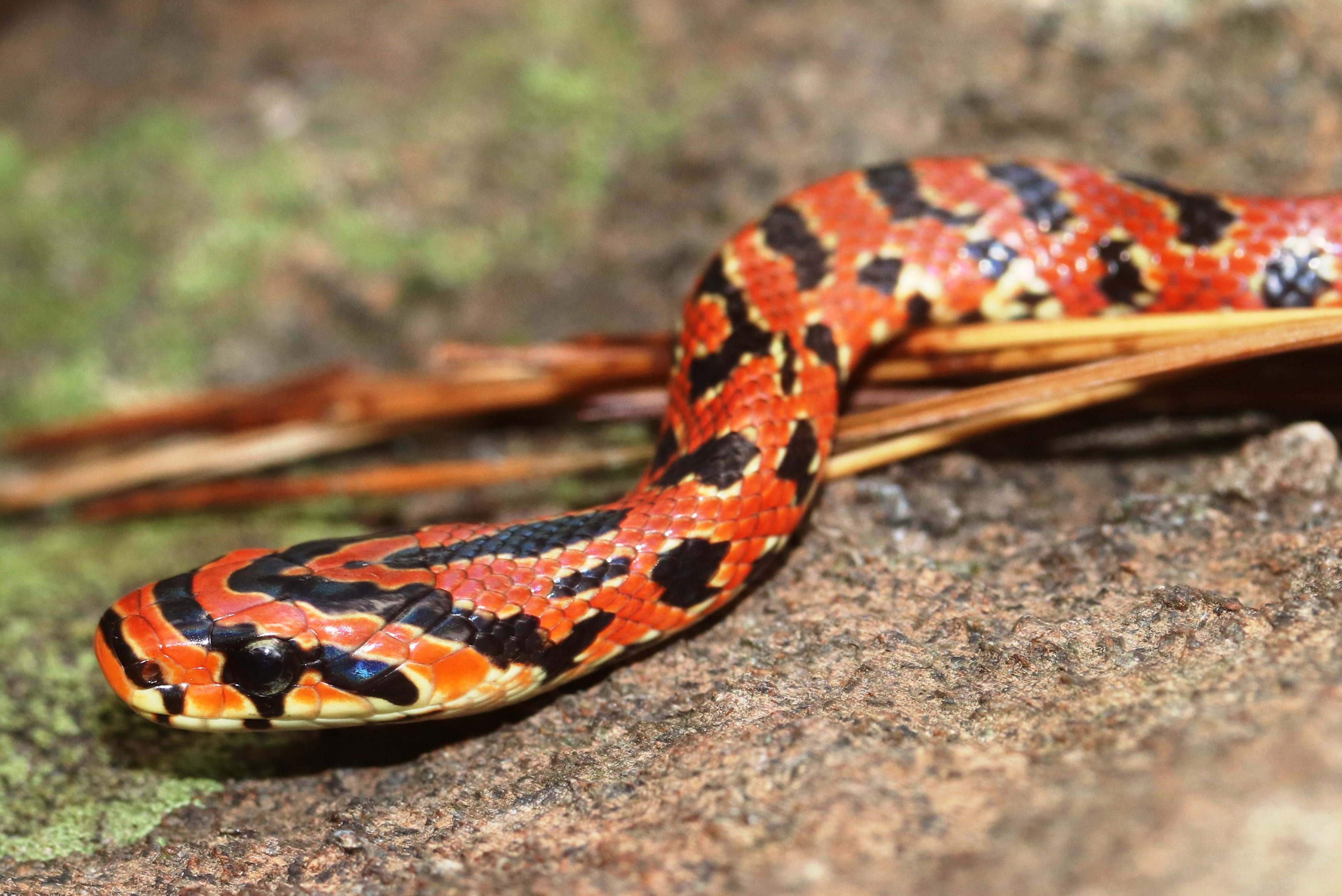
頭部

全長70-100cm。体色は赤みがかった茶褐色で、黒い斑点が入る。個体により、ジグザグ状になる。斑点は成長に伴い消失する。腹面の鱗（腹板）には黒い斑紋が入り、市松模様（元禄模様）状になるため別名、元禄蛇とも呼ばれる。
頭部にアルファベットの「V」字の模様があり、この線が眼にかかるところが学名の由来（鼻眼鏡の意）となっている。上顎は下顎に覆い被さる。頸部は太く、頭部と胴体の境目が不明瞭。
幼蛇は体色が赤褐色で、黒い斑紋や横縞が入る。
また比較的寒い地域では、アカジムグリと呼ばれる赤みが強く黒い模様がほぼ消失した個体が出現することもある。ただし、これが個体群なのか、単なる色彩変化なのかは不明。また、北海道産の個体では体全体がオリーブグリーン色を呈するものがあり、それらの個体の腹側の模様は、市松模様ではなく縦縞のようになっているものもいる。
体鱗列数は21列。
雌は雄に比べ太くなり、総排泄孔から尾にかけて細くなる。尾は雌が雄より短くなる。
腹板は雄が200-219枚、雌は206-227枚。尾下板、雄に63-76枚、雌が59-72枚。

## 生態
平地から低山地の森林、草原、水辺等に住む。山地であれば耕作地や開けた場所でも見られる。特に林床を好み、よく地中や石の下等に潜ることが和名の由来。24℃前後の低温を好み、朝方、夕方の気温の低い時間帯によく活動する。また、夏場は気温が高くなるのか不活発になる。
食性は動物食で、主にネズミやモグラなどの小型哺乳類を食べる。特に地中のネズミの巣の中の赤子を好んで捕食し、飼育繁殖させた記録によると、ネズミが子を産む春と秋にのみ摂食活動が活発化し、自然界でこうした餌の乏しくなる夏と、冬眠する冬には絶食することが確認されている。
基本的に温厚だがナメラ属のヘビ類と同様に、危険を感じると総排出口から独特の青臭い臭いを出す。

### 繁殖
繁殖形態は卵生で、4-6月頃に交尾し7月-8月頃に1-7個の卵を産む。
卵は白く、細長い楕円形。卵殻は皮革状で弾力がある。8月下旬に孵化し、幼蛇は成体より体色が鮮明。

## 人間との関係
ペットとして飼育されることもあるが、高温や蒸れにかなり弱く、季節拒食をするなど餌付きも悪いため飼育は難しい。
採集、飼育、繁殖の難しさからペットとして飼うには向いていない。